# 1031 Arctica
1031 Arctica là một tiểu hành tinh vành đai chính. Nó được phát hiện bởi Sergei Ivanovich Belyavsky ngày 6 tháng 6 năm 1924. Tên ban đầu của nó là 1924 RR. Nó được đặt theo tên Bắc Cực.